# ヘニー・マイヤー
ヘニー・マイヤー（Hennie Meijer, 1962年2月17日 - ）は、スリナム出身でオランダ国籍の元プロサッカー選手。現役時代のポジションはフォワード。

## 経歴
オランダ領ギアナ（現スリナム）の首都パラマリボ出身。1983年にオランダ2部テルスターでプロデビュー。アヤックス時代の1987年にオランダ代表入りし、1試合出場（9月9日、親善試合ベルギー戦で67分にアーロン・ヴィンターに代わって途中出場）。1988年からFCフローニンゲンで5シーズンプレーし、1990-91シーズンにはミルコ・ジュロヴスキーと共にゴールを量産しクラブを過去最高の3位に導き、オランダ年間最優秀選手賞に輝いた。その間の1989年には、スリナム系オランダ人サッカー選手の選抜チームがスリナムで試合を行うため搭乗した飛行機が墜落する事故（スリナム航空764便墜落事故）が起き、マイヤーは前の便でスリナム入りし難を逃れたが、多くの仲間を失う悲劇があった。
1993年のJリーグ開幕時にヴェルディ川崎に加入。来日前にアキレス腱を痛め、合流したのは開幕1週間前だった。同年5月15日の開幕戦・横浜マリノス戦で前半19分にJリーグ第1号ゴールを決めた。左サイド、ペナルティエリアの外側からマリノスのDF小泉淳嗣を振り切っての豪快なミドルシュートだった。2018年のインタビューで「あれは本能的な得点だった。何とか『左サイドでフリーになって、中に切り込んで打つ得意の形に持ち込みたい』と当時の僕は考えたんだろう。勝手に体が動いた」と語っている。
ヴェルディがJリーグ初勝利を挙げた5月22日のサンフレッチェ広島戦で2ゴール目を決めるもその後は目立った活躍を見せず、11試合出場2得点の記録を残し7月に契約解除され退団。当時のヴェルディは松木安太郎監督の下でオランダ人のフランツ・ファン・バルコムがヘッドコーチを務め、マイヤーらオランダ人3人、ブラジル人3人が在籍し日本人の選手・スタッフと意思疎通を欠き、ミーティングで監督の松木から言われたのも「You Score Goal（点取って）」だけだったという。年俸は30万ユーロで鹿島のジーコの推定年俸とほぼ同じ好待遇だったが、「日本人が知るオランダ人はフリット、ファンバステン、ライカールトだけ。元オランダ代表、MVPの僕でも最後まで『お前、誰だ』扱いだった」と語っている。来日中は富士山や東京ディズニーランドを満喫していたという。
オランダに帰国後、SCヘーレンフェーン、2部のBVフェーンダムなどでプレーし1998年に引退。オランダの1部・2部で通算148得点を挙げた。
2003-04シーズンには古巣テルスターでアシスタントコーチを務めた。
前夫人と離婚し、2男3女を育てるため専業主夫となり選手年金に頼る生活を10年間続けたが、再婚。その後、サッカースクールを設立し、老人ホームの入居者のケアの仕事も行っている。

## 所属クラブ
- テルスター 1983-1984
- FCフォレンダム 1984-1985
- ローダJC 1985-1987
- アヤックス・アムステルダム 1987-1988
- FCフローニンゲン 1988-1993
- ヴェルディ川崎 1993.5-1993.7
- SCカンブール・レーワルデン 1993.7-1994
- SCヘーレンフェーン 1994-1995
- デ・フラーフスハップ 1996
- BVフェーンダム 1996-1998

## 個人成績
| 国内大会個人成績 | 国内大会個人成績 | 国内大会個人成績 | 国内大会個人成績 | 国内大会個人成績 | 国内大会個人成績 | 国内大会個人成績 | 国内大会個人成績 | 国内大会個人成績 | 国内大会個人成績 | 国内大会個人成績 | 国内大会個人成績 |
| 年度             | クラブ           | 背番号           | リーグ           | リーグ戦         | リーグ戦         | リーグ杯         | リーグ杯         | オープン杯       | オープン杯       | 期間通算         | 期間通算         |
| 年度             | クラブ           | 背番号           | リーグ           | 出場             | 得点             | 出場             | 得点             | 出場             | 得点             | 出場             | 得点             |
| 日本             | 日本             | 日本             | 日本             | リーグ戦         | リーグ戦         | リーグ杯         | リーグ杯         | 天皇杯           | 天皇杯           | 期間通算         | 期間通算         |
| ---------------- | ---------------- | ---------------- | ---------------- | ---------------- | ---------------- | ---------------- | ---------------- | ---------------- | ---------------- | ---------------- | ---------------- |
| 1993             | V川崎            | -                | J                | 11               | 2                | 0                | 0                |                  |                  |                  |                  |
| 通算             | 日本             | 日本             | J                | 11               | 2                | 0                | 0                |                  |                  |                  |                  |
| 総通算           | 総通算           | 総通算           | 総通算           | 11               | 2                | 0                | 0                |                  |                  |                  |                  |

## 代表歴
- オランダ代表
- 1987年9月9日ベルギーとの親善試合戦で、後半アーロン・ヴィンターとの交代で出場し、約23分間プレーした。

### 試合数
- 国際Aマッチ 1試合（1987年）[7]

| オランダ代表 | 国際Aマッチ | 国際Aマッチ |
| 年           | 出場        | 得点        |
| ------------ | ----------- | ----------- |
| 1987         | 1           | 0           |
| 通算         | 1           | 0           |